# Johannes-Nepomuk-Kapelle (Göllersdorf)

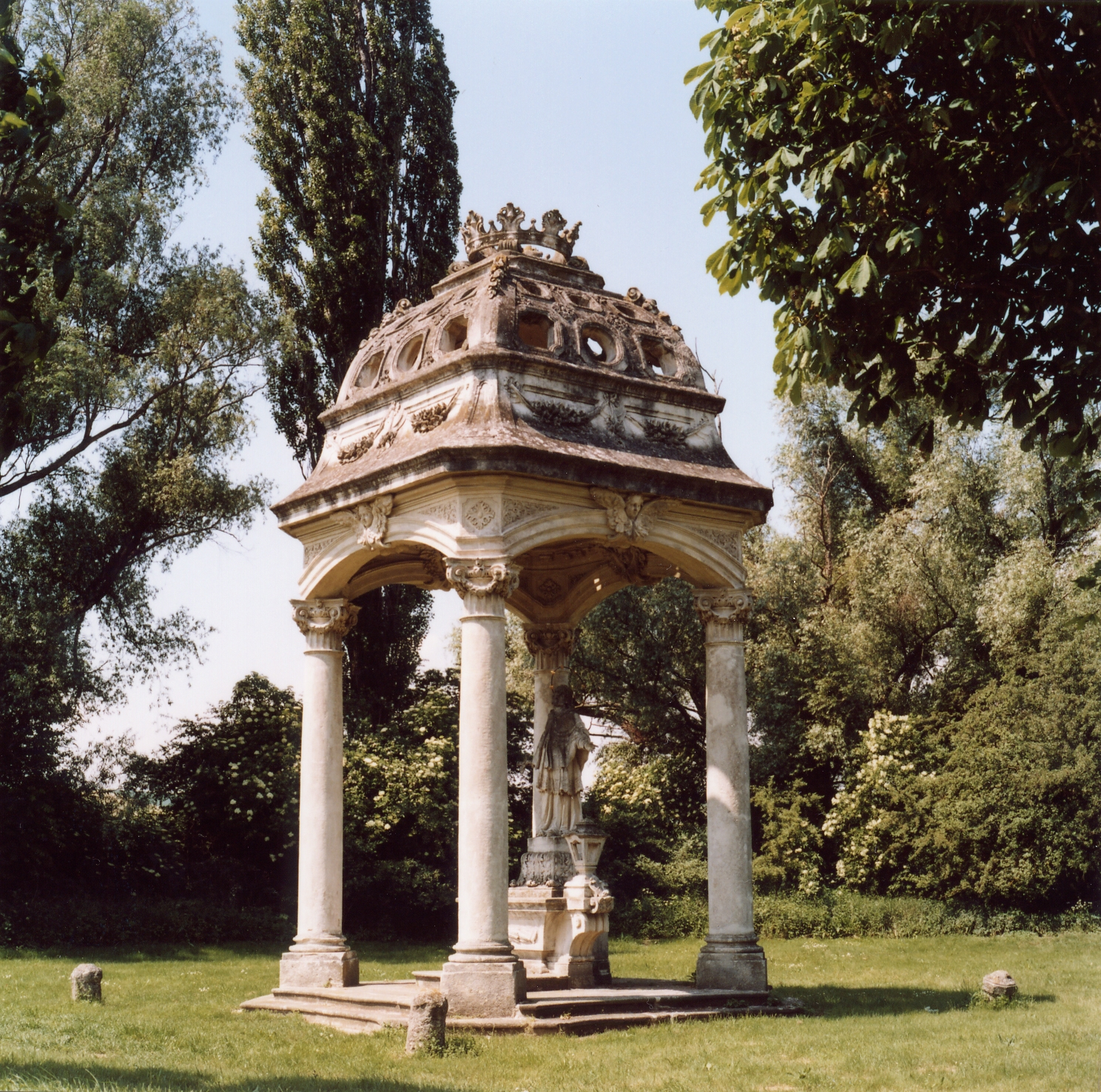
Johannes-Nepomuk-Kapelle in Schönborn (Gemeinde Göllersdorf)

Die Johannes-Nepomuk-Kapelle in Schönborn, einer Katastralgemeinde von Göllersdorf in Niederösterreich, ist eine barocke, von Johann Lukas von Hildebrandt errichtete Kapelle im Park von Schloss Schönborn. Die Kapelle steht unter Denkmalschutz.

## Baubeschreibung

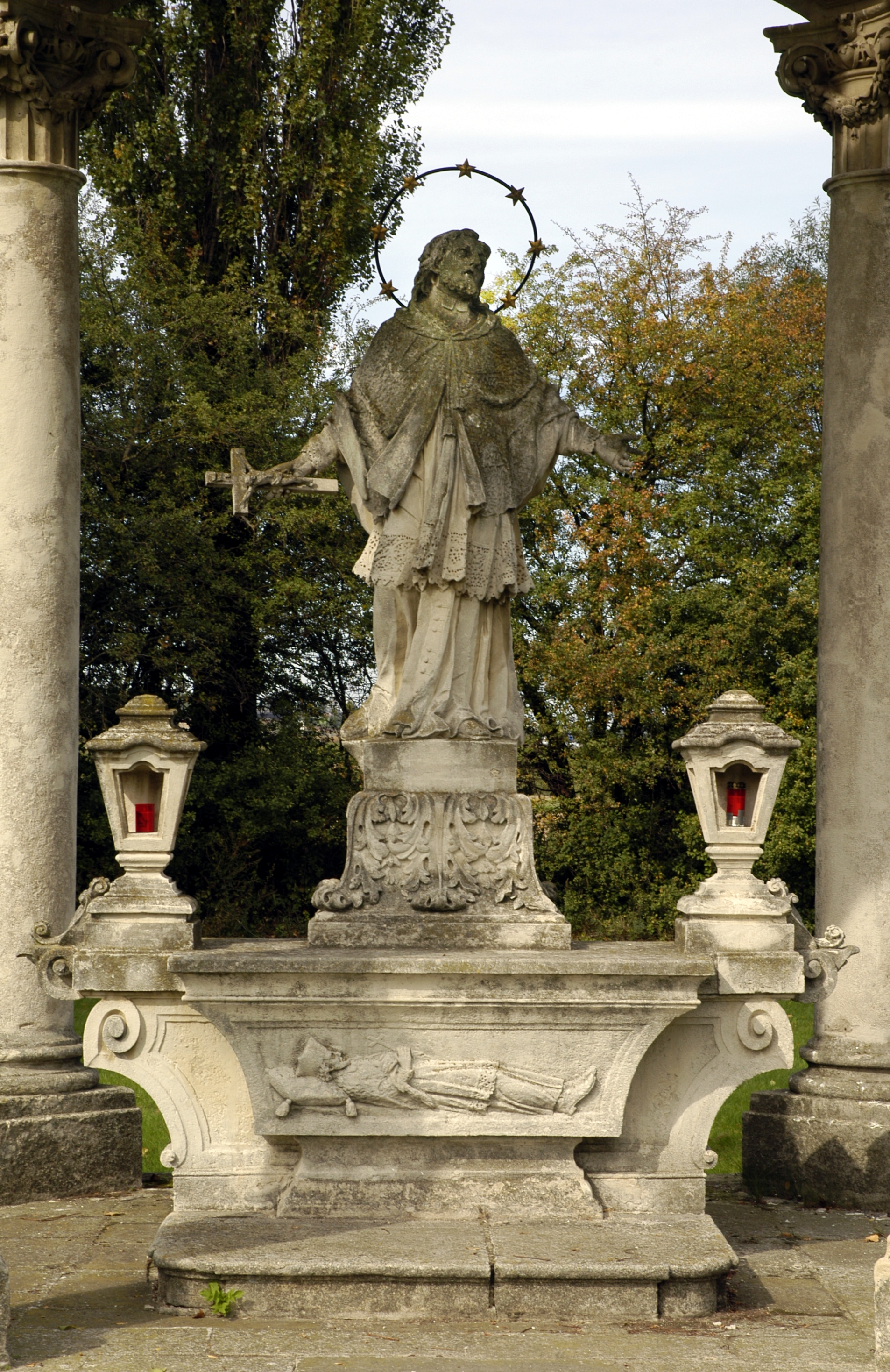
Statue des Johannes Nepomuk

In Verlängerung der Hauptachse der Schlossanlage in die Richtung zum Ort hin errichtete Johann Lukas von Hildebrandt nordwestlich des Schlosses von 1729 bis 1733 die Johannes-Nepomuk-Kapelle. 1733 wurde sie geweiht. Über einem quadratischen Grundriss erhebt sich auf vier Säulen die durchbrochene Haube. Sie ist mit Blumengirlanden und Cherubköpfen dekoriert, ist reich gegliedert und trägt eine Krone.
Im Zentrum dieser Baldachinarchitektur steht auf einem sarkophagähnlichen Sockel eine Statue des heiligen Johannes Nepomuk. Der Sockel hat figurale Reliefs mit Szenen aus dem Leben des Heiligen und seitliche Laternen auf Voluten.